# Kuglački klub Klek Ogulin (žene)
Ženska ekipa Kuglačkog kluba "Klek" (KK Klek Ogulin; KK Klek; ŽKK Klek; Klek Ogulin, Klek) iz Ogulina, Karlovačka županija, Republika Hrvatska.

## O klubu
Kuglački klub "Klek" je osnovan 1953. godine. Njegova ženska ekipa je formirana 1979. godine., te su odmah počele s prvenstvenim natjecanjima. Kuglačice su ekipno nastupale u prvenstvima "Primorsko-goranske zone, "Primorsko-istarske-goranske regije" (kasnije "Hrvatska zona - Zapad"), završnicama "Prvenstva Hrvatske", te "Jedinsvenoj hrvatskoj ligi". 
 
Zbog teškog stanja uzrokovanog Domovinskim ratom i teškom financjskom situacijom "Klek" gasi žensku ekipu. Kako u Ogulinu nije bilo drugih klubova, kuglačice prelaze u klub "Vrbovsko" ili u druge klubove. 
 
Do obnove ženskog kuglanja u Ogulinu dolazi 2005. godino osnivanjem ŽKK "Ogulin" te potom i ženske ekipe u klubu "Policajac". 
 
Za "Klek" je nastupala i jedna od najpoznatijih hrvatskih kuglačica - Ružica Neralić.

## Uspjesi

### Ekipno
Primorsko-istarska-goranska regija (Hrvatska zona - Zapad)
- prvakinje: 1988
- doprvakinje: 1985., 1986., 1987.

Primorsko-goranska zona
- doprvakinje: 1986.

## Pregled plasmana po sezonama
U prvenstvu Hrvatske
| sezona    | prvenstvo                          | poz. | klubova u prvenstvu | ut | pob | ner | por | poen+ | poen- | bod | napomene                                     | izvori |
| --------- | ---------------------------------- | ---- | ------------------- | -- | --- | --- | --- | ----- | ----- | --- | -------------------------------------------- | ------ |
| 1982.     | Prvenstvo Hrvatske - narodni način | 7.   | 8                   |    |     |     |     |       |       |     | igrano kao kop održano u Zagrebu             |        |
| 1983.     | Prvenstvo Hrvatske                 | 11.  | 12                  |    |     |     |     |       |       |     | igrano kao turnir održano u Garešnici        |        |
| 1985.     | Prvenstvo Hrvatske                 | 12.  | 12                  |    |     |     |     |       |       |     | igrano kao turnir održano u Splitu           |        |
| 1986.     | Prvenstvo Hrvatske                 | 9.   | 12                  |    |     |     |     |       |       |     | igrano kao turnir održano u Slavonskom Brodu |        |
| 1987.     | Prvenstvo Hrvatske                 | 8.   | 12                  |    |     |     |     |       |       |     | igrano kao turnir                            |        |
| 1988.     | Prvenstvo Hrvatske                 | 7.   | 12                  |    |     |     |     |       |       |     | igrano kao turnir                            |        |
| 1989.     | Prvenstvo Hrvatske                 | 9.   | 12                  |    |     |     |     |       |       |     | igrano kao turnir                            |        |
| 1989./90. | Jedinstvena hrvatska liga          | 4.   | 10                  | 18 | 11  |     | 6   |       |       | 22  |                                              |        |
| 1990./91. | Jedinstvena hrvatska liga          | 7.   | 10                  | 18 | 7   |     | 11  |       |       | 14  |                                              |        |

## Poznate igračice
- Ružica Neralić

## Unutarnje poveznice
- Ogulin
- KK "Klek"
- ŽKK "Ogulin"
- KK "Policajac" (žene)